# 淀野隆
淀野 隆（よどの たかし、1937年4月15日 - 2022年7月31日）は、新聞記者、イベントプロデューサー、作家。

## 概説
京都府出身。父は文芸同人誌「青空」同人、フランス文学者淀野隆三。京都府立桃山高等学校から慶應義塾大学文学部に進学し社会学専攻（1961年卒業）。産業経済新聞社社会部勤務。1964年東京オリンピックの取材、川端康成ノーベル賞受賞特派員などに従事した後1969年同社退社。1970年から万国博覧会等のプロデューサーとして活動。元電通総研客員研究員。NPO法人亜州友好協会の理事であり、上海万博開幕1000日まえの発行雑誌（2007年8月創刊）として、2か月刊日本PR雑誌の編集、執筆を担当。
企業買収や戦略関係を手がける米国公開企業「OBN Holdings, Inc」のDirector of Planning。

## 主なプロデュース実績

### 国際博覧会
- 1970年：日本万国博覧会（通称：大阪万博）にて「東芝IHI館」広報担当。
- 1975年：沖縄国際海洋博覧会にて政府出展「海洋生物園」の運営プロデューサー。開会式、閉幕式企画を担当。
- 1985年：国際科学技術博覧会（通称：つくば科学博）にて政府出展「歴史館」、「三和みどり館」のプロデューサー、「東芝館」の企画ディレクター。
- 1990年：国際花と緑の博覧会（通称：花の万博）にて政府出展「政府苑」統括ディレクター、「三井・東芝館」の総合プロデューサー。

### 地方博覧会
- 1989年：世界デザイン博覧会（名古屋市）にて協会プロデューサー、NTT館の総合プロデューサー。
- 1993年：信州博覧会（長野県松本市）にて「長野県館」総合プロデューサー。
- 1994年：世界リゾート博（和歌山市）にて総合プロデューサー。

### その他
- 1971年：東京都知事選挙にて秦野章の「4兆円ビジョン」政策チームに参加。
- でんきの科学館：中部電力依頼により、名古屋市内にプロデュース。
- スヌーピー・ミュージアム：「三井アウトレットパーク 大阪鶴見」（三井不動産）内にプロデュース。
- 東京モーターショー：第25回（1983年）から第32回（1997年）までの各会テーマ策定を担当。

## 著作等
二人だけの「愛・宇宙」60兆個のバラード（近代文芸社刊） ISBN 477337750X
2010年暮れに、自分史とも言える小説を出版した。この小説の主たる舞台は、ネパールであるが、ネパールでの停電体験を語り、「文化は足で歩く。文明は飛ぶ」という冒頭の書き出しをモチーフに、釈迦が教える「離欲」＝欲を捨てるのではなく、欲からなるべく遠ざかること＝の重要性を言及している。文明依存で逆に人類社会が崩壊しつつある中で、生き方、働き方の懺悔を含めた「自分史」とも言える。
日本広告発達史（内川芳美編、電通刊：1980年）下巻執筆 ASIN B000J88514
「上海EXPO」の日本PRのために定期刊行物の編集総括。2010年開催された上海国際博覧会において、定期刊行物に「国際博覧会を駆け巡った人間証言」シリーズを毎回掲載、それをリライトして、日本ペンクラブ「電子文芸館」随筆セクションに輯録している。

## エピソード
大阪万博終了後にNHKドキュメント番組＝現代の映像＝「花火の残像」に主人公として出演。のちに「愛・地球博」開催直前にNHK中部アーカイブ映像として再放送される。
秦野章の東京都知事選では、文化人代表として参加した川端康成らとともに選挙戦を戦い、革新系の美濃部亮吉に敗北。
我が国の高度経済成長時代に育てられ、消費文化最前線で企業のキャンペーンに関わった代表的な人間の一人。重工業から耐久消費財、食品、流通業、情報・文化と多義にわたる企画策定を行った。本人自身が「環境goo」のインタビューの中で、「猛烈成長社会では、経済心理は浪費を歓迎し、無駄な消費を奨励したわけですね。」との問いに「そうです。だから、フリーのプランナーとして、その高度成長社会の片棒を担いだ責任を感じています。」と答えている。
趣味は音楽で楽器はギター、ウクレレ等。管楽器のトロンボーンを中学、高校の吹奏楽で演奏。高校時代には、同志社大学、京都大学、京都府立医科大学の交響楽団でエキストラとして演奏に参加した。慶応義塾大学在学中は慶應義塾ワグネル・ソサィエティー男声合唱団に所属した。在学4年生のころ、専任指揮者として、畑中良輔の招へいするのに関わった。同氏は2010年で就任50年を迎えている。
ビートルズに影響を与えたマハリシ・マヘーシュ・ヨーギーからのビートルズとイマジネーション研究（瞑想法）やマイケル・ジャクソンのステージ表現研究を行っている。